# ルイ2世 (モンパンシエ伯)
ルイ2世・ド・ブルボン（Louis II de Bourbon, comte de Montpensier, 1483年 - 1501年8月14日）は、フランス王家傍系ブルボン家の公子。モンパンシエ伯およびオーヴェルニュのドーファン（1496年 - 1501年）。

## 生涯
モンパンシエ伯ジルベールとその妻でマントヴァ侯フェデリーコ1世の娘であるキアラ・ゴンザーガ（1464年 - 1503年）の間の第2子、長男として生まれた。イタリア戦争に従軍し、駐屯先のナポリにおいて若くして死去した。独身で子供が無かったため、弟のシャルル（後のブルボン公シャルル3世）が家督を継承した。